# Monumento conmemorativo a Peter Muhlenberg
El monumento conmemorativo a Peter Muhlenberg (en inglés, Peter Muhlenberg Memorial) es un monumento público en Washington D. C. (Estados Unidos). Honra a John Peter Gabriel Muhlenberg, un ministro luterano, general del ejército continental, político estadounidense de la era federalista y miembro de la prominente familia Muhlenberg. El monumento está ubicado en un parque de un acre delimitado por la Avenida Connecticut, Ellicott Street y 36th Street NW en el extremo este del vecindario Wakefield de Washington. Diseñado por el arquitecto John Harbeson, presenta en su centro un busto de bronce de Muhlenberg, esculpido por su descendiente, Caroline M. Hufford. Completado en 1980, 52 años después de que el Congreso autorizara su construcción, los asistentes a la ceremonia de inauguración incluyeron al embajador de Alemania Occidental, Peter Hermes.
La escultura de bronce de Muhlenberg se exhibe sobre un pedestal de piedra caliza y está rodeada por tres lados por una exedra de hormigón. El monumento es propiedad y está mantenido por el Servicio de Parques Nacionales, una agencia federal del Departamento del Interior.

## Historia

### Fondo
A fines del siglo XIX, el sitio de Muhlenberg Park era la intersección de Grant Road y Chappell Road en el condado rural de Washington D. C. En 1871, el condado de Washington, la ciudad de Washington y Georgetown se unificaron bajo un gobierno de distrito, estableciendo el moderno límites de Washington D. C. Durante las siguientes décadas, los tranvías motorizados hicieron más factible el asentamiento en el extremo noroeste de la ciudad. En 1907, la finalización de un puente sobre el desfiladero de Rock Creek permitió que Connecticut Avenue corriera sin interrupciones desde el centro hasta Chevy Chase. A medida que se desarrolló el área, Grant Road se construyó gradualmente y se reemplazó con una cuadrícula de calles, dejando solo unos pocos segmentos desconectados, incluido el distrito histórico de Grant Road, restantes. Chappell Road se conectó con 36th Street NW y se renombró, dejando un pequeño terreno triangular entre él y Connecticut Avenue.

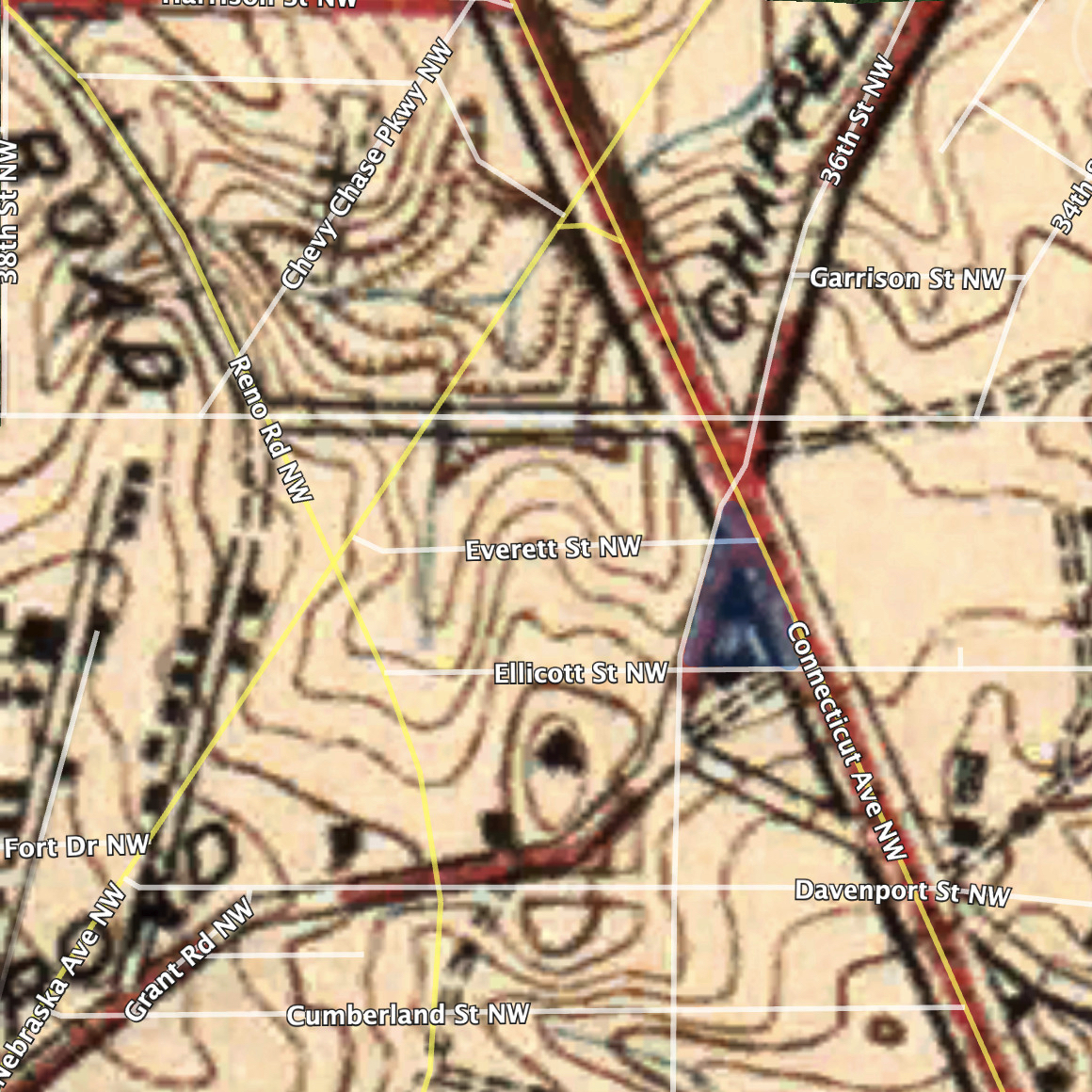
Mapa topográfico del Servicio Geológico de los Estados Unidos de 1917, con calles modernas superpuestas. La ubicación de Muhlenberg Park está resaltada en azul.

En 1925, la Iglesia Evangélica Luterana de la Epifanía, ubicada en las calles 16 y U NW, compró 4900 Connecticut Avenue NW, en la intersección de Connecticut y Ellicott, de Chevy Chase Land Company, con la intención de mudarse allí. Al año siguiente, Epiphany acordó fusionarse con la Iglesia Luterana Inglesa de St. Paul, manteniendo el nombre y los estatutos de St. Paul y utilizando el sitio de Connecticut Avenue para un nuevo edificio. St. Paul's, fundado en 1843 y ubicado en la esquina suroeste de las calles 11th y H NW desde 1845, había crecido tanto que su edificio histórico ya no podía acomodar el tamaño de la congregación. La Iglesia reservó la parte delantera de la nueva propiedad, separada del resto por la calle 36, para donarla al gobierno federal, como sitio para un monumento al ministro luterano, héroe de la Revolución de las Trece Colonias y político estadounidense Peter Muhlenberg.

### Planificación
El 2 de mayo de 1928, el Congreso aprobó la Resolución Pública No. 30, autorizando la construcción del monumento, con fondos recaudados por la Asociación Conmemorativa de Peter Muhlenberg y el diseño aprobado por el Comité Conjunto del Congreso de los Estados Unidos sobre la Biblioteca y la Comisión de Bellas Artes. Los congresistas Alfred L. Bulwinkle de Carolina del Norte, que patrocinaron la resolución, y R. Walton Moore de Virginia hablaron a favor de su aprobación en la Cámara de Representantes. Al llamar a Muhlenberg "uno de los grandes hombres de Estados Unidos", Bulwinkle opinó que "se debe dar el reconocimiento del Congreso a la Asociación Conmemorativa de Peter Muhlenberg por la idea de erigir aquí, en la Capital de la Nación, un monumento apropiado para servir como memorial a uno de los hombres que ayudaron a fundar esta República". Antes de que se pudieran tomar medidas adicionales, los problemas financieros causados por la Gran Depresión provocaron el retraso en la construcción del nuevo edificio de la iglesia y la interrupción de la recaudación de fondos para el monumento.

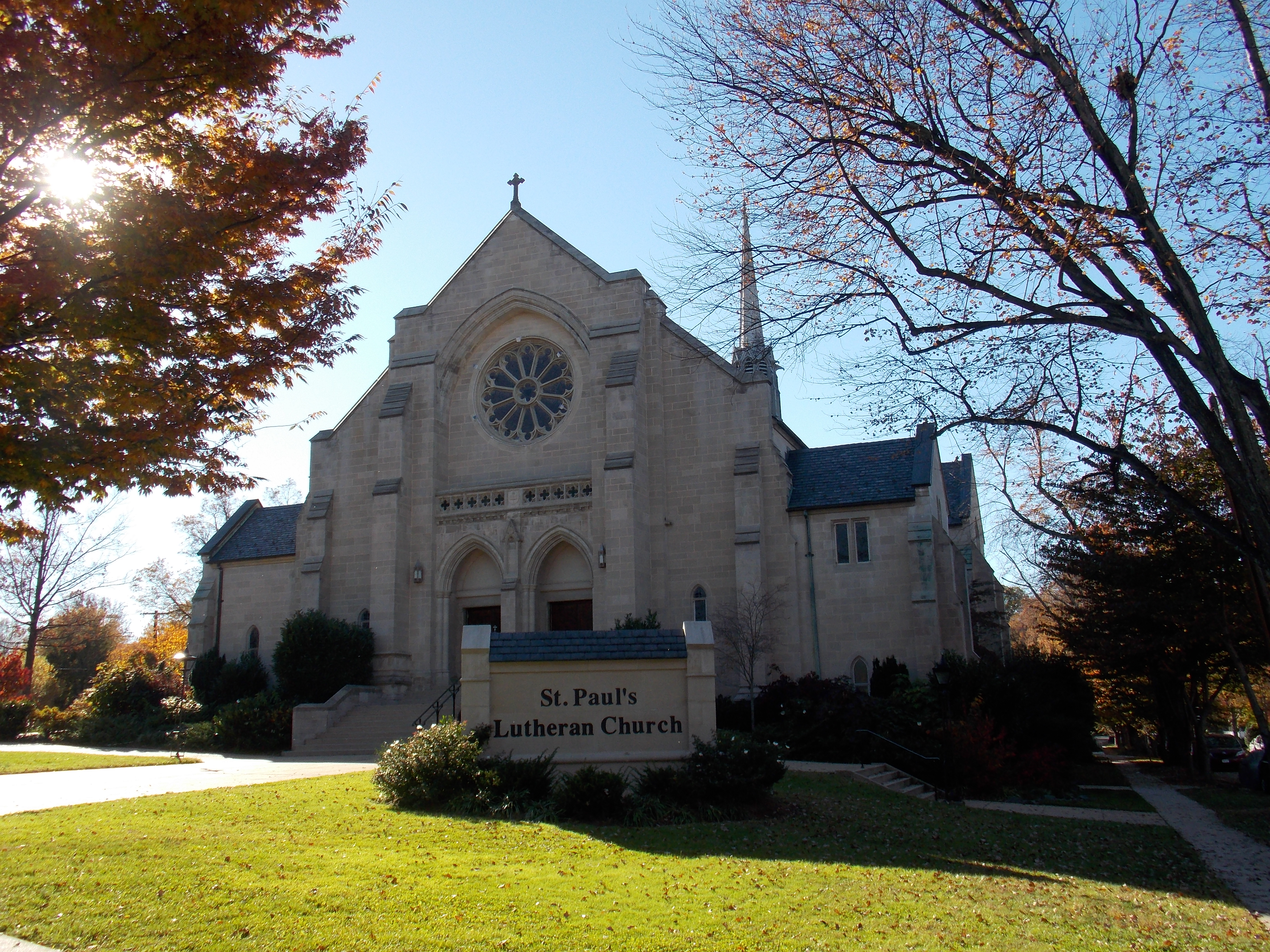
Iglesia Luterana de St. Paul de 36th Street NW en 2015.

En 1959, un año después de que se completó la construcción de la iglesia, se nombró un comité para comenzar a solicitar fondos para la construcción del monumento. El abogado de Washington y miembro de la congregación de St. Paul, Henry F. Lerch III, jugó un papel decisivo en el relanzamiento del proyecto, sirviendo como presidente de la Asociación Conmemorativa, con el objetivo de completarlo a tiempo para el Bicentenario de los Estados Unidos. John Harbeson de la firma de Filadelfia Harbeson, Hough, Livingston & Larson, expresidente de la Academia Nacional de Diseño, fue elegido como arquitecto, mientras que la artista con sede en Charles Town, Caroline Muhlenberg Hufford, fue elegida para esculpir el busto en su centro.. Hufford, anteriormente de Reading y Arlington, era hija del destacado arquitecto y ex congresista de Pensilvania, Frederick A. Muhlenberg, y tercera bisnieta de Peter Muhlenberg. La E. A. Baker Company de Washington fue contratada como contratista general. Luego de varios cambios en el diseño preliminar del sitio, incluida la reducción de la altura del muro de respaldo propuesto, la Comisión de Bellas Artes dio su aprobación en septiembre de 1975. La construcción del monumento costó 59 430 dólares (unos 249492 dólares de la actualidad).

### Dedicación
El monumento se dedicó formalmente el Domingo de la Reforma, 26 de octubre de 1980. Aproximadamente 300 personas asistieron a la ceremonia, incluido el embajador de Alemania Occidental en los Estados Unidos, Peter Hermes, y el alcalde James Lambert de Woodstock, la ciudad donde predicó Muhlenberg antes de la Revolución Americana; también asistieron una guardia de honor de Woodstock y unos treinta descendientes de Muhlenberg.
El Dr. Russell Zimmerman, ex pastor de la histórica Iglesia Luterana Augustus en Trappe, pronunció un sermón en un servicio religioso anterior, llamando a Muhlenberg, "un gigante entre los gigantes de la lucha estadounidense por la justicia, la libertad y la independencia". Posteriormente, Henry Lerch tuvo el honor de inaugurar la estatua, y Robert Stanton, director adjunto del Servicio de Parques Nacionales para los Parques de la Capital Nacional, pronunció un discurso de aceptación en nombre del gobierno federal.

### Historia posterior
El monumento y el parque circundante son propiedad y están mantenidos por el Servicio de Parques Nacionales, una agencia federal del Departamento del Interior, como parte del área administrativa del Parque Rock Creek. El parque corre a lo largo de la vía verde de Fort Circle Parks, una propuesta inspirada en una parte no realizada del Plan McMillan. Según sus planes maestros de 1968, 2004 y 2010, el Servicio de Parques y la Comisión Nacional de Planificación de la Capital sugirieron la creación de un sistema de senderos que conecten los Parques de Fort Circle, incluido el cercano Fort Reno, entre sí y con otros espacios abiertos en el Distrito.

## Diseño y ubicación
El monumento se encuentra en el centro de Muhlenberg Park en el cuadrante noroeste de Washington D. C., junto a un segmento de la frontera este de Wakefield con Forest Hills. El pequeño parque de un acre está ubicado en el terreno delimitado por Connecticut Avenue, Ellicott Street y 36th Street NW. Está directamente adyacente a la Iglesia Luterana de St. Paul y Engine Company 31, que están al oeste y al noroeste, respectivamente. También cerca están Politics and Prose y Comet Ping Pong, a una cuadra de Connecticut Avenue.
El busto de bronce de Muhlenberg se asienta sobre una base de piedra caliza. Los aproximadamente 1,2 m de alto por 1,2 m la amplia escultura representa a Muhlenberg vestido de civil, con las manos apoyadas sobre una Biblia abierta ante él. La base, que mide aproximadamente 2,5 m de altura, se asemeja a un púlpito y presenta, en tres lados, tallas que representan las contribuciones de Muhlenberg a su país como clérigo, soldado y estadista. El lado del clérigo presenta una imagen de una cruz latina y los años "1768-1776" inscritos debajo. El lado del soldado presenta una imagen de un sable y los años, "1774-1783". El lado del estadista presenta una imagen de un fasces y los años, "1787-1807". La inscripción en el frente de la base dice: "JOHN PETER GABRIEL MUHLENBERG, 1746–1807; Sirviendo a SU IGLESIA, SU PAÍS, SU ESTADO". Una exedra de hormigón rectangular con tres placas, cada una con información biográfica sobre Muhlenberg, flanquea la parte trasera y los lados del monumento.
Originalmente, el monumento tenía la intención de presentar dos fuentes junto con un estanque o un estanque reflectante, ambos se agregarán durante una segunda fase de construcción. Estos planes nunca se realizaron.

## Galería

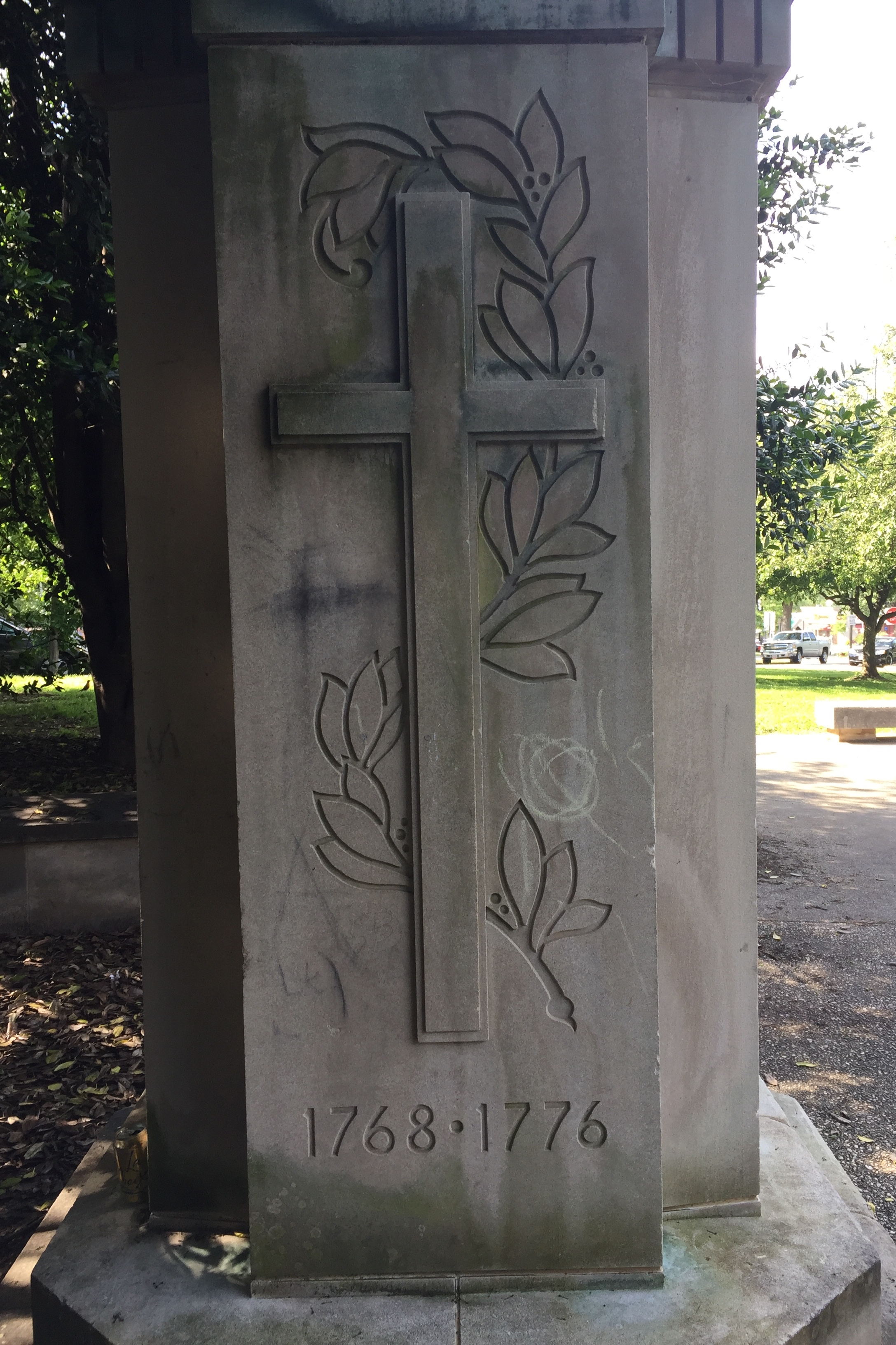
Clérigo
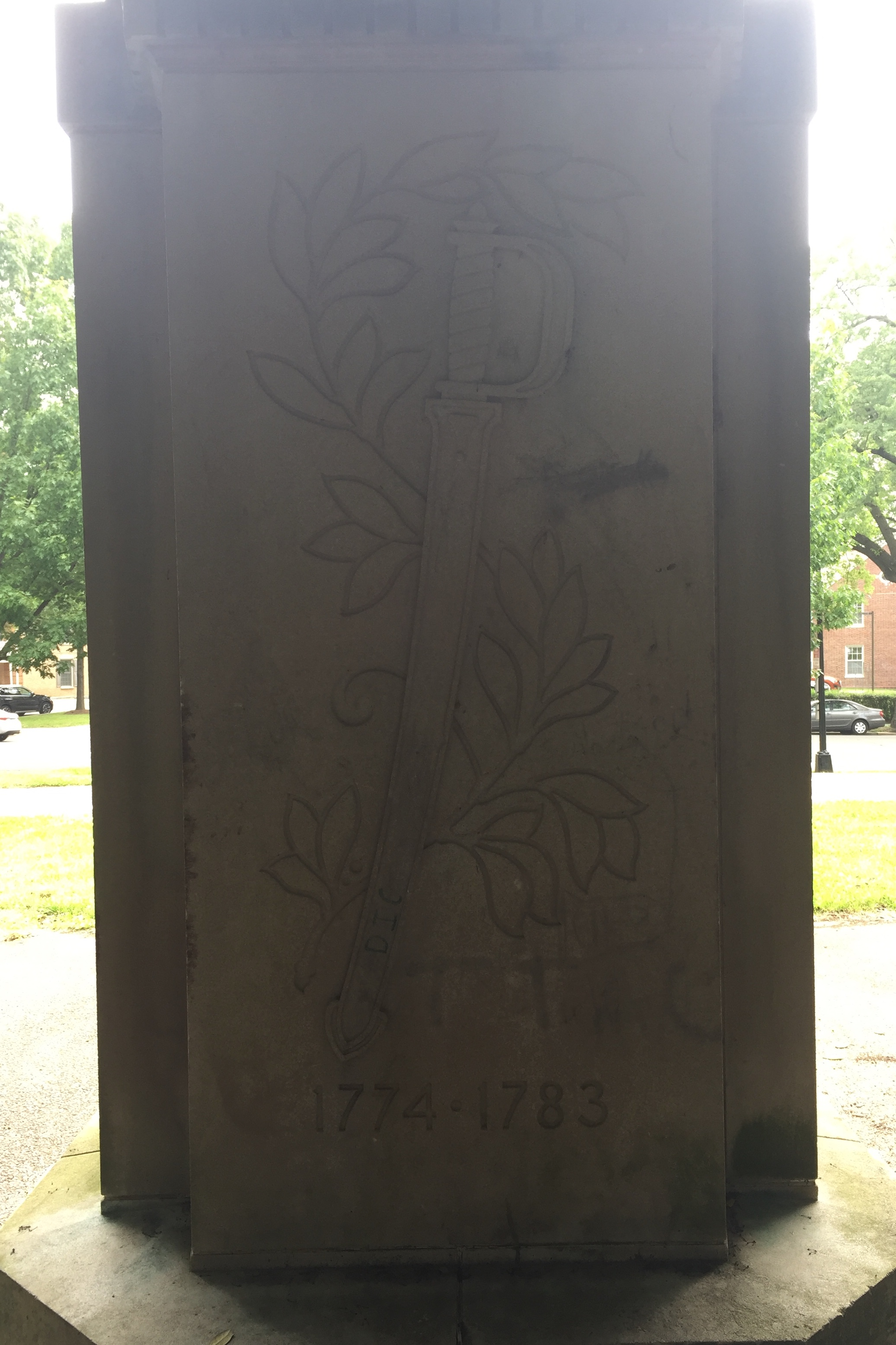
Soldado
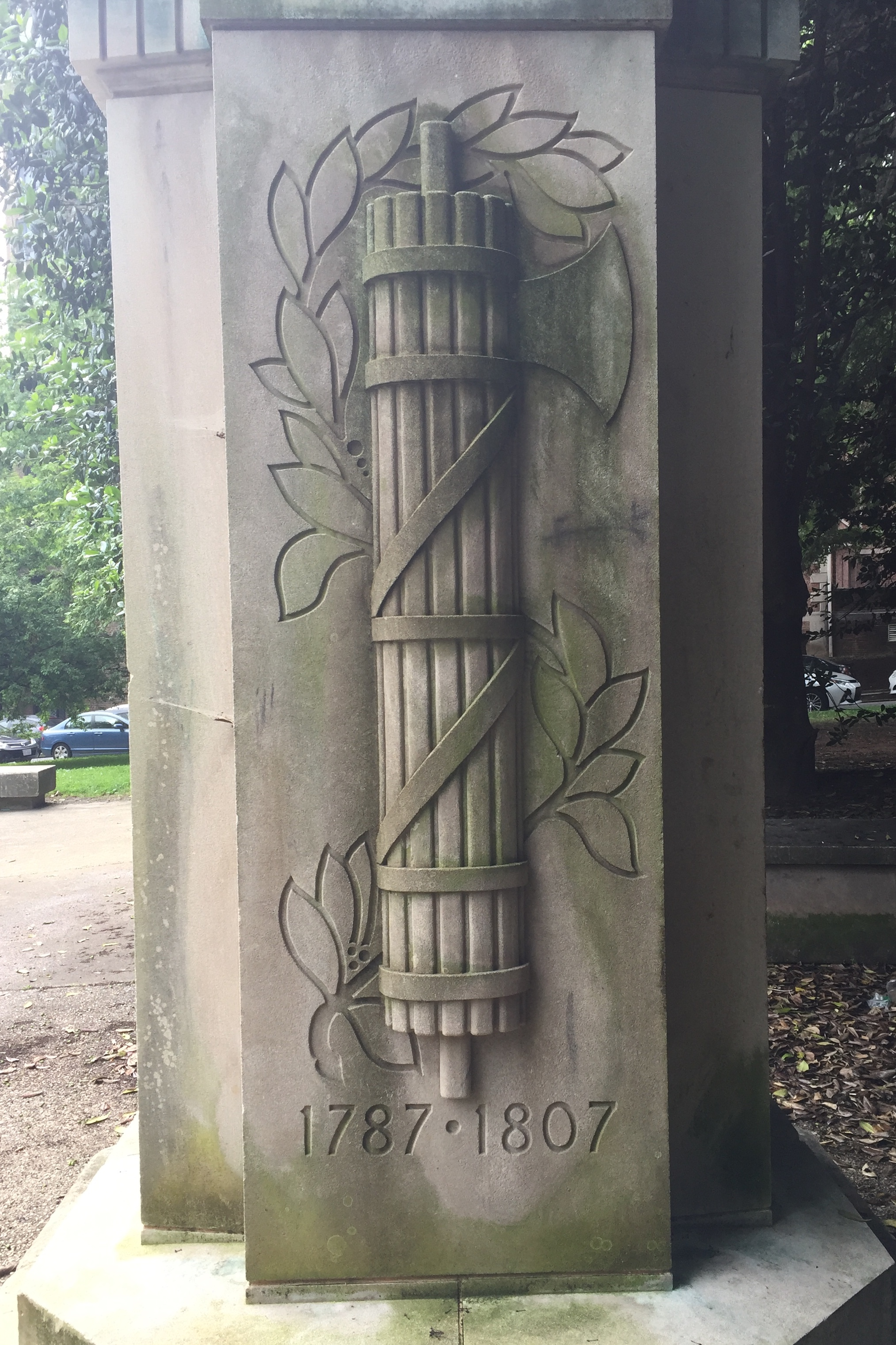
Estadista